# ケン (楽器)

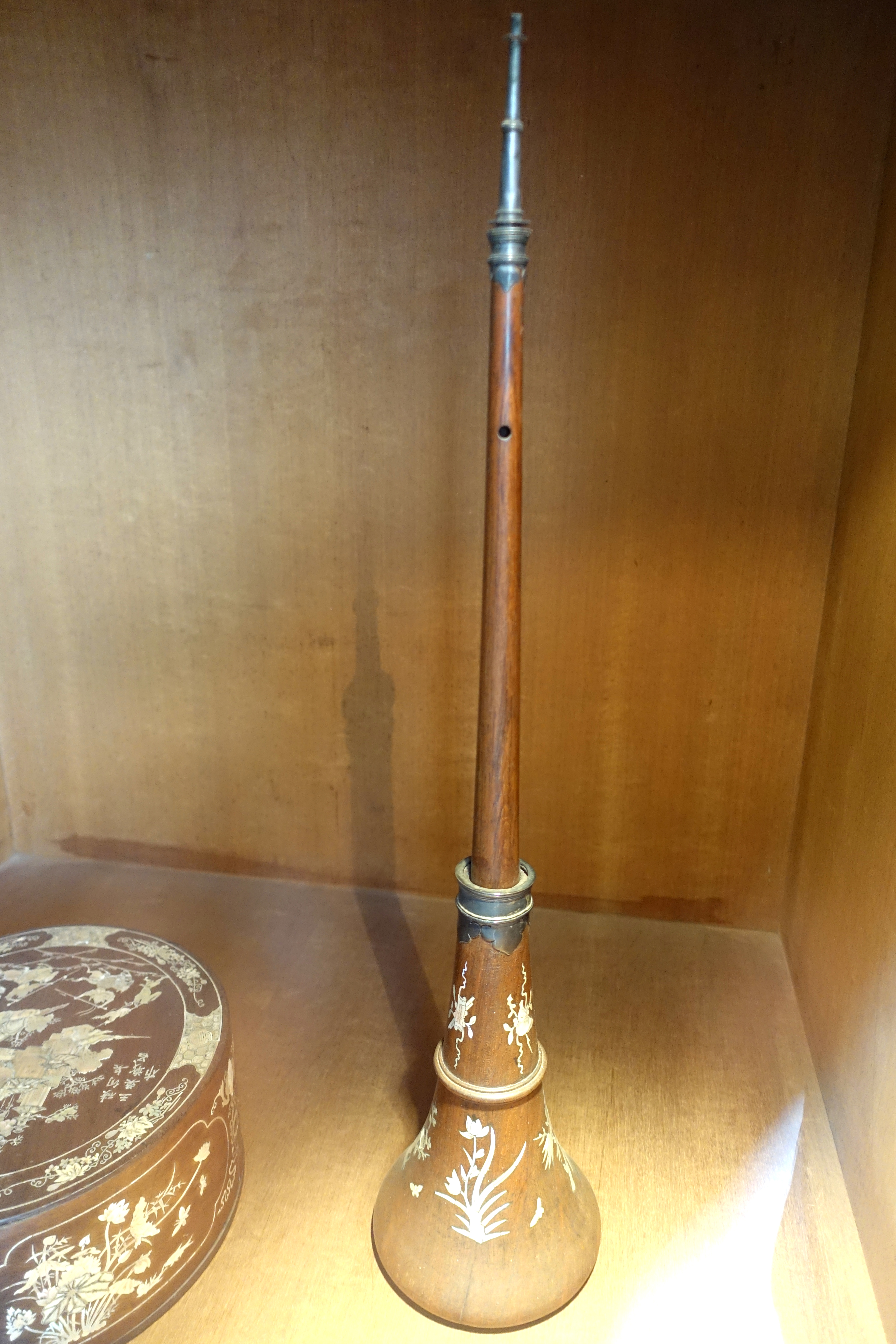

ケン(Kèn／𥱲)は伝統的なベトナムの民族楽器の一つ。木製の円錐管の複簧管楽器である。力強く甲高い高音を発する。中華人民共和国のチャルメラや韓国の태평소、ペルシャやインドのシェーナイに似ている。 
グエン・ゴック・カイン(Nguyễn Ngọc Khánh、1956年生）はケンの著名な奏者であり、ベトナムの人間国宝として認められている。

## 同属楽器・関連楽器
- ケン・バウ(Kèn bầu) - ケンの一種。瓜状のベルを持つ
- Kèn đám ma - ケンの一種。金属のベルを持つ。ベトナム北部で葬儀に用いられる。

## 画像

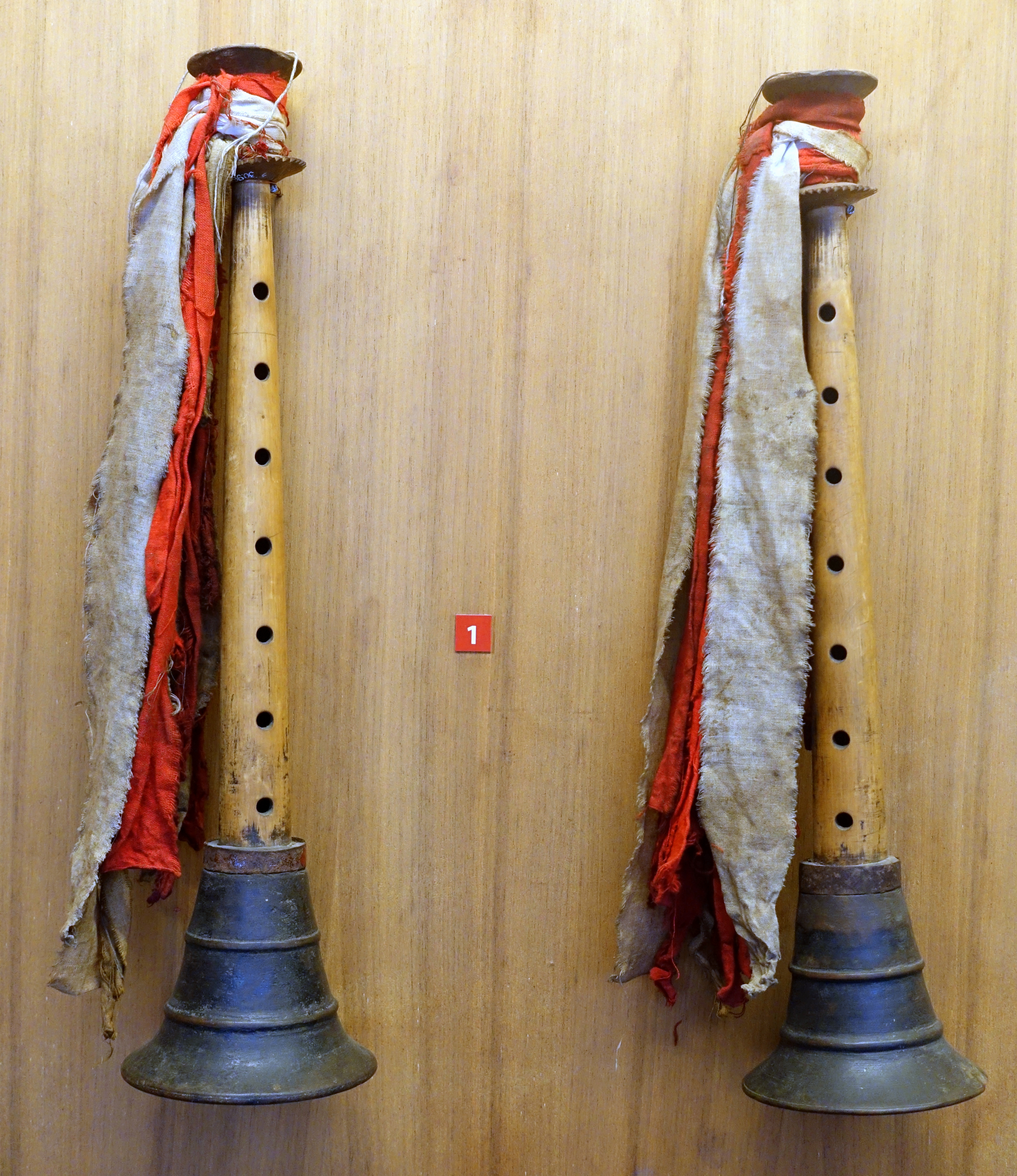
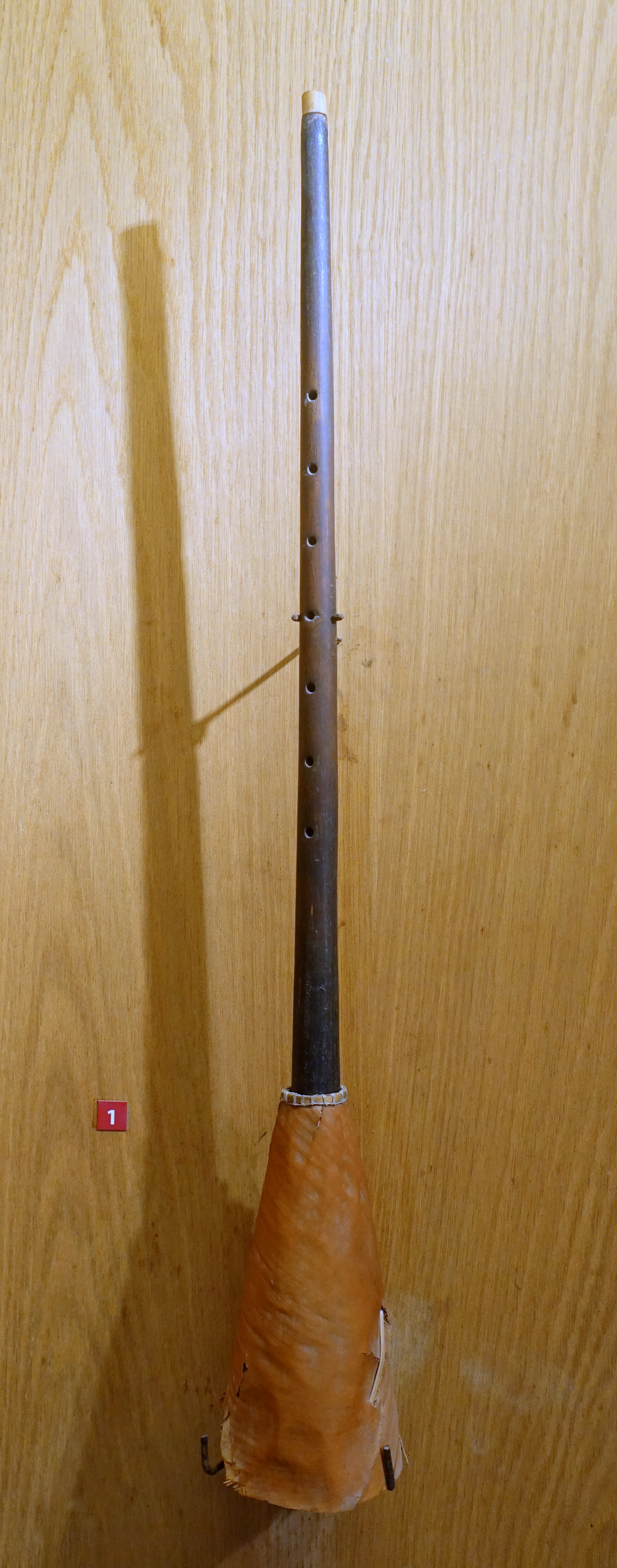
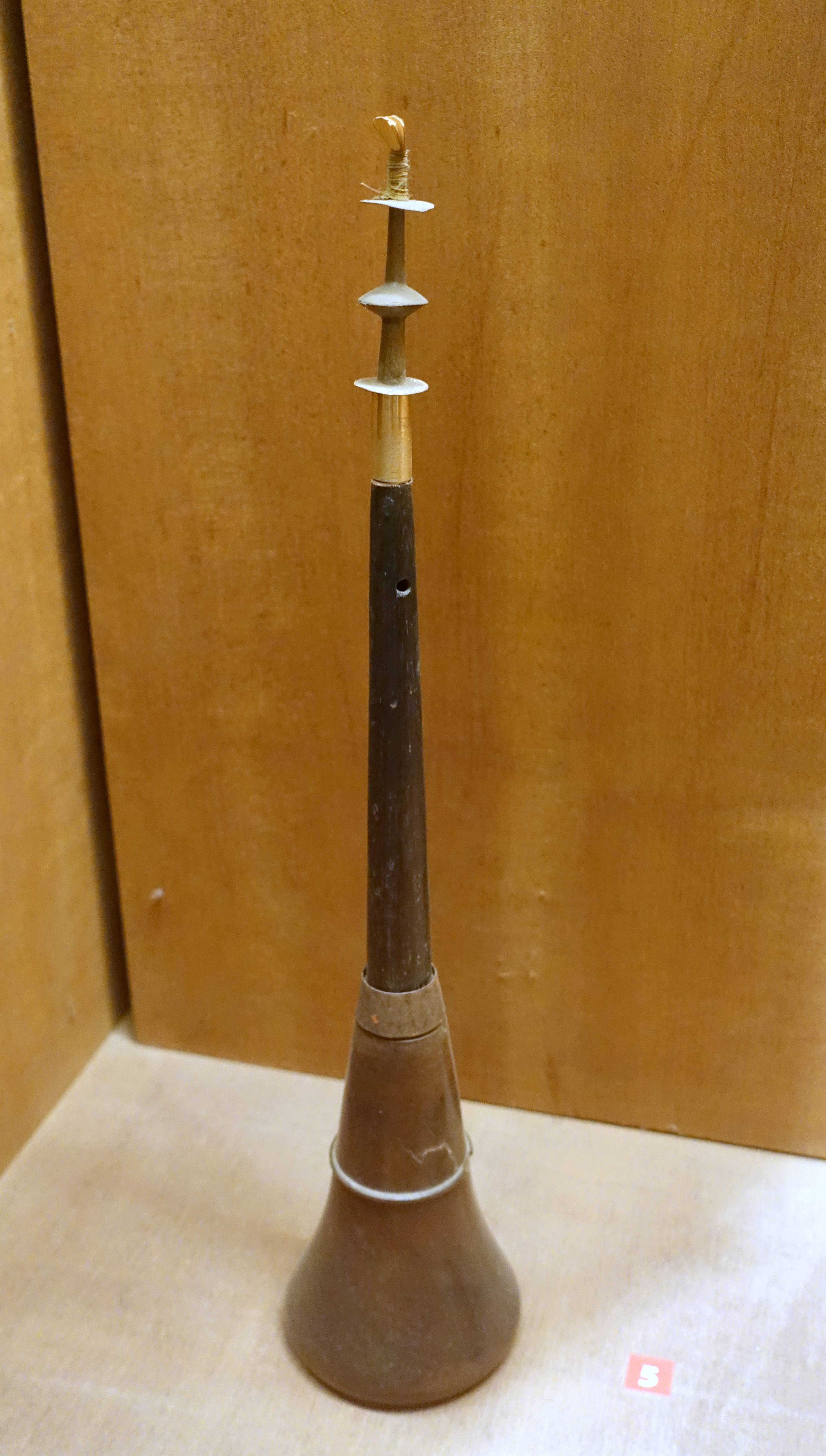